# Helmut Werner (Politiker)
Helmut Werner (* 13. Februar 1930 in Schlewecke; † 23. September 2005) war ein deutscher Politiker von Bündnis 90/Die Grünen. 
Werner war von Beruf Landwirtschaftsmeister. Er trat 1980 den Grünen bei. Am 2. April 1985 rückte Werner aufgrund des Rotationsprinzips für die ausgeschiedene Abgeordnete Waltraud Schoppe in den Deutschen Bundestag nach und blieb dort bis zum Ende der Wahlperiode 1987 Mitglied.